# بوئینگ ۷۵۷

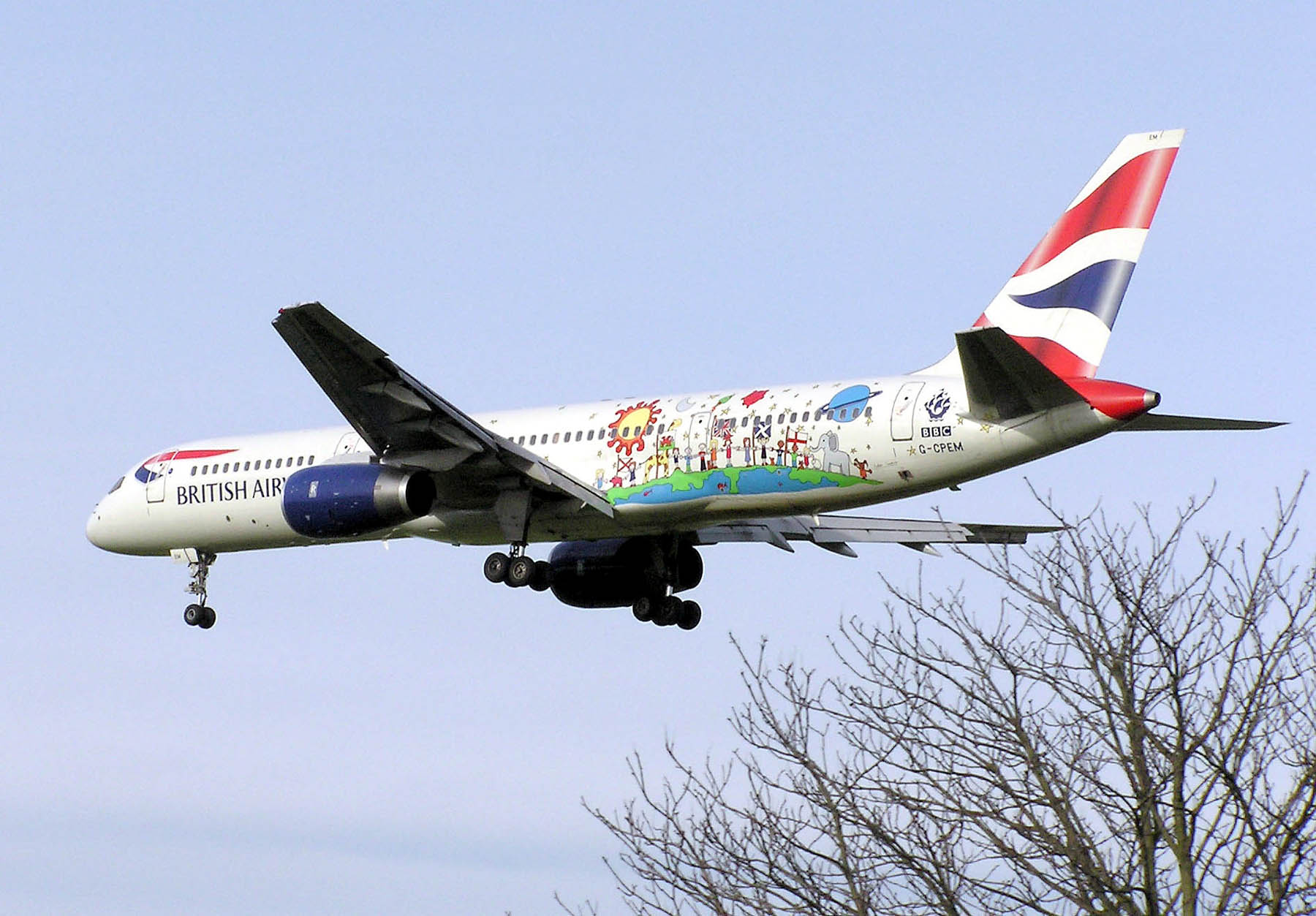
بوئینگ ۷۵۷

بوئینگ ۷۵۷ (به انگلیسی: Boeing 757) یک مدل هواپیمای مسافربری باریک‌پیکر دوموتوره است که توسط شرکت بوئینگ ایالات متحده توسعه‌یافته و ساخته شده‌است. توسعه این هواپیما از سال ۱۹۸۱ آغاز شد و نخستین پرواز آن در ۱۹ فوریه ۱۹۸۲ صورت گرفت. بوئینگ ۷۵۷ نخستین بار از سوی ایسترن ایرلاینز در آمریکا و بریتیش ایرویز در اروپا مورد استفاده قرار گرفت.
| شرکت هواپیمایی          | کشور      | تعداد | تصویر       |
| ----------------------- | --------- | ----- | ----------- |
| ایر چاینا کارگو         | چین       | ۴     |             |
| امری جت                 | امریکا    | ۵     | تصویر ندارد |
| آسیا پسفیک              | امریکا    | ۴     |             |
| خطوط هوایی ای‌اس‌ال       | بلژیک     | ۲     |             |
| آویاستار تی‌یو           | روسیه     | ۵     |             |
| ایر ترنسپورت اینترنشنال | امریکا    | ۴     |             |
| هواپیمایی آذربایجان     | آذربایجان | ۲     |             |
| آزور ایر                | روسیه     | ۱۰    |             |
| آزور ایر اوکراین        | اوکراین   | ۳     | تصویر ندارد |

## مشخصات
بوئینگ ۷۵۷ دارای دو موتور توربوفن در زیر بال‌هاست.
- فاصلهٔ نوک دو بال: ۳۸٫۱ متر
- طول: ۴۷٫۳ متر
- ارتفاع: ۱۳٫۶ متر
- ظرفیت مسافر: ۲۸۹ نفر
- بیشینهٔ سرعت: ۸۶٪ ماخ (۹۱۲ کیلومتر بر ساعت)

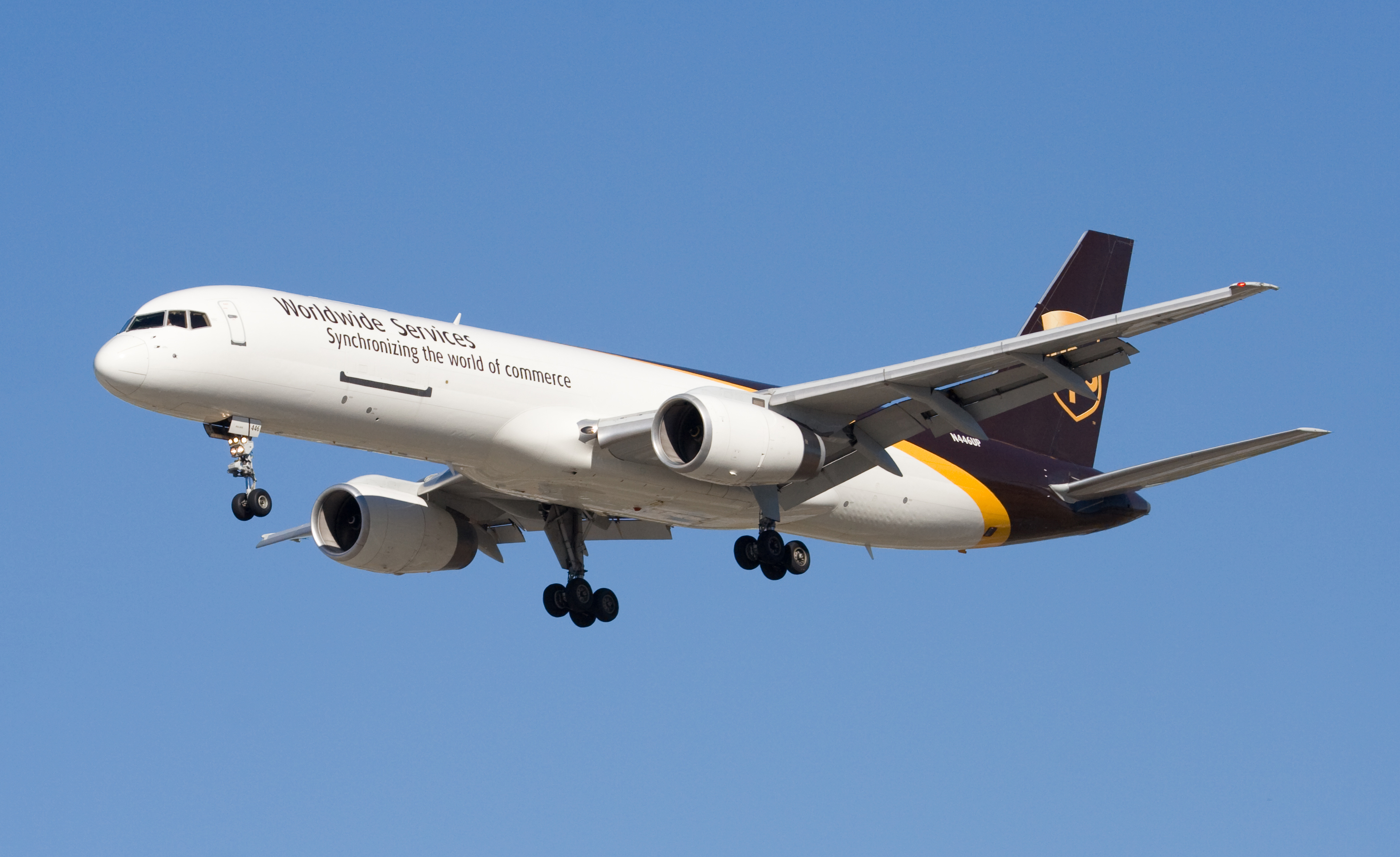
یک فروند بوئینگ ۷۵۷ مدل 200PF متعلق به یوپی‌اس ایرلاینز

- محدودهٔ پرواز: ۷٫۲۷۸ کیلومتر

## مدل‌ها
- ۲۰۰–۷۵۷ مدل پایه
- 757-200ER دارای باک اضافه برای مسافت بیشتر پرواز.
- 757-200M دارای درب جلو و عقب برای حمل و نقل بار.
- 757-200PF دارای درب جلو و عقب برای حمل و نقل بار.
- 757-200SF برای حمل و نقل دی اچ ال
- ۳۰۰–۷۵۷ مدل کشیده تر

## حوادث
این مدل هواپیما در حملات ۱۱ سپتامبر استفاده شده که یکی به ساختمان پنتاگون برخورد کرده و دیگری سقوط کرده یکی از این هواپیما‌ها متعلق به شرکت امریکن ایرلاینز و دیگری متعلق به شرکت یونایتد ایرلاینز بوده.